# Sterreria variabilis
Espèce
Sterreria variabilis est une espèce de némertodermatides de la famille des Nemertodermatidae, des vers marins microscopiques.

## Répartition
Cette espèce se rencontre dans l'océan Pacifique et l'océan Atlantique Nord.

## Description

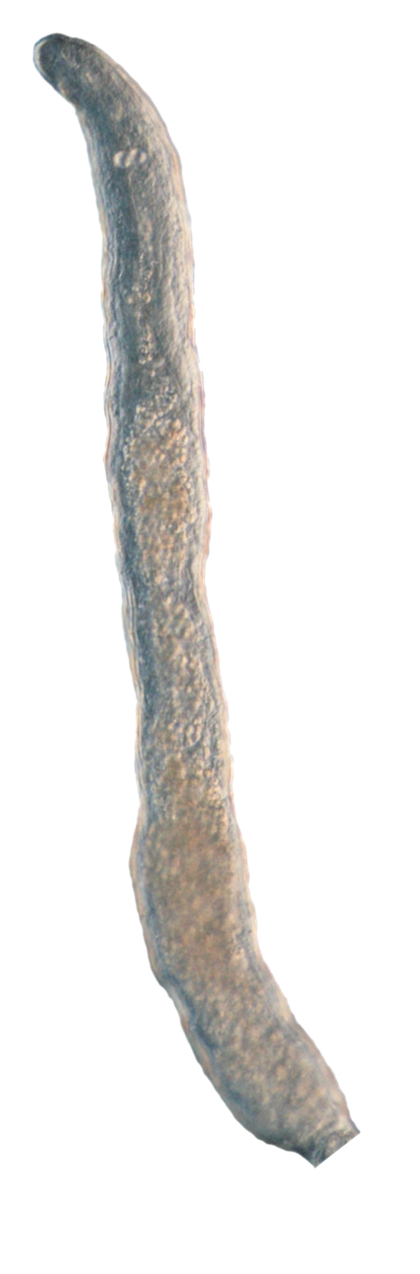

Sterreria variabilis mesure jusqu'à 1 mm.

## Publication originale
- Meyer-Wachsmuth, Curini Galletti & Jondelius, 2014 : Hyper-Cryptic Marine Meiofauna: Species Complexes in Nemertodermatida. PLOS ONE, vol. 9, no 9, p. e107688.